# Carl Wolters

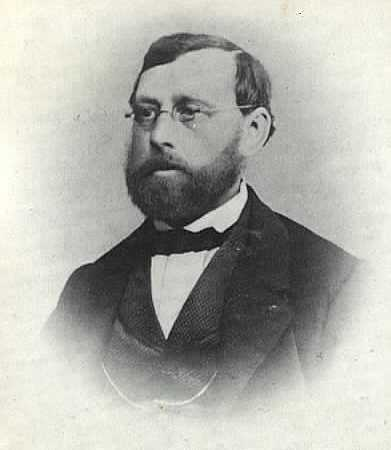
Carl Wolters (1817–1886)

Carl Christian Julius Wolters (* 3. November 1817 in Braunschweig; † 2. Juli 1886 in Braunschweig) war ein deutscher Brauereiunternehmer. Er leitete von 1850 bis 1886 die Brauerei Wolters in Braunschweig, die er zur Großbrauerei ausbaute.

## Leben
Carl Wolters wurde 1817 in Braunschweig als Sohn eines Brauereibesitzers geboren. Er durchlief ab 1839 eine Bäckerlehre und ging von 1840 bis 1844 als Bäckergeselle auf Wanderschaft. Im väterlichen Betrieb hatte man 1848 begonnen, ein haltbares Lagerbier zu produzieren, das allmählich das obergärige Bier verdrängte. Carl Wolters übernahm 1850 den auf das Jahr 1627 zurückgehenden Traditionsbetrieb am Stammsitz Haus zur Hanse in der Güldenstraße 7. Er ließ das Fachwerkhaus 1869 durch den Bildhauer Wilhelm Osterloh restaurieren. Da der dortige Platz für das wachsende Unternehmen nicht mehr ausreichte, kaufte Wolters ein großes Areal am Südrand der Stadt und ließ dort eine moderne Brauerei mit eigener Mälzerei errichten. Das Unternehmen wurde in den 1870er und 1880er Jahren in die entstehenden Geschäfts- und Brauereigebäude an der Wolfenbütteler Straße 29 verlegt. Neben einem zuerst bestehenden Lagerkeller entstand von 1883 bis 1885 ein Komplex aus sechs getrennten Gebäuden, bestehend aus Geschäftshaus, Sud- und Maschinenhaus, Gär- und Lagerkeller, zwei Eishäusern und einem Pferdestall. Der neue Standort wies einen Bahnanschluss, bessere Verkehrsanbindung und eine gute Wasserversorgung auf. Im Jahr 1876 wurde Wolters durch Herzog Wilhelm der Titel Hofbierbrauer verliehen. Das Prädikat Herzogliches Hofbrauhaus wurde dem Unternehmen 1873 zugesprochen und 1892 mit Genehmigung des Hofmarschallamtes als Zusatz zur Firma in das Handelsregister eingetragen.
Carl Wolters war auch politisch tätig und gehörte dem Braunschweigischen Landtag an. Er starb im Juli 1886 im Alter von 68 Jahren in Braunschweig. Das Unternehmen führten seine Söhne Reinhold und Carl jun., promovierter Jurist, fort.